# Villa del Rosario (Córdoba)
Villa del Rosario es la ciudad cabecera del departamento Río Segundo en la provincia de Córdoba, Argentina. 
La ciudad se ubica en la intersección de las rutas Provincial 13 (que conecta Pilar (Córdoba) con la provincia de Santa Fe) y Provincial 10; dista 78 km de la ciudad capital provincial Córdoba; y 648 km de la Capital Federal Buenos Aires.
La principal actividad económica es la agricultura y la ganadería, pero también se destaca la industria (principalmente relacionada al mueble y a la elaboración y agregado de valor a productos agropecuarios) y un importante movimiento comercial.

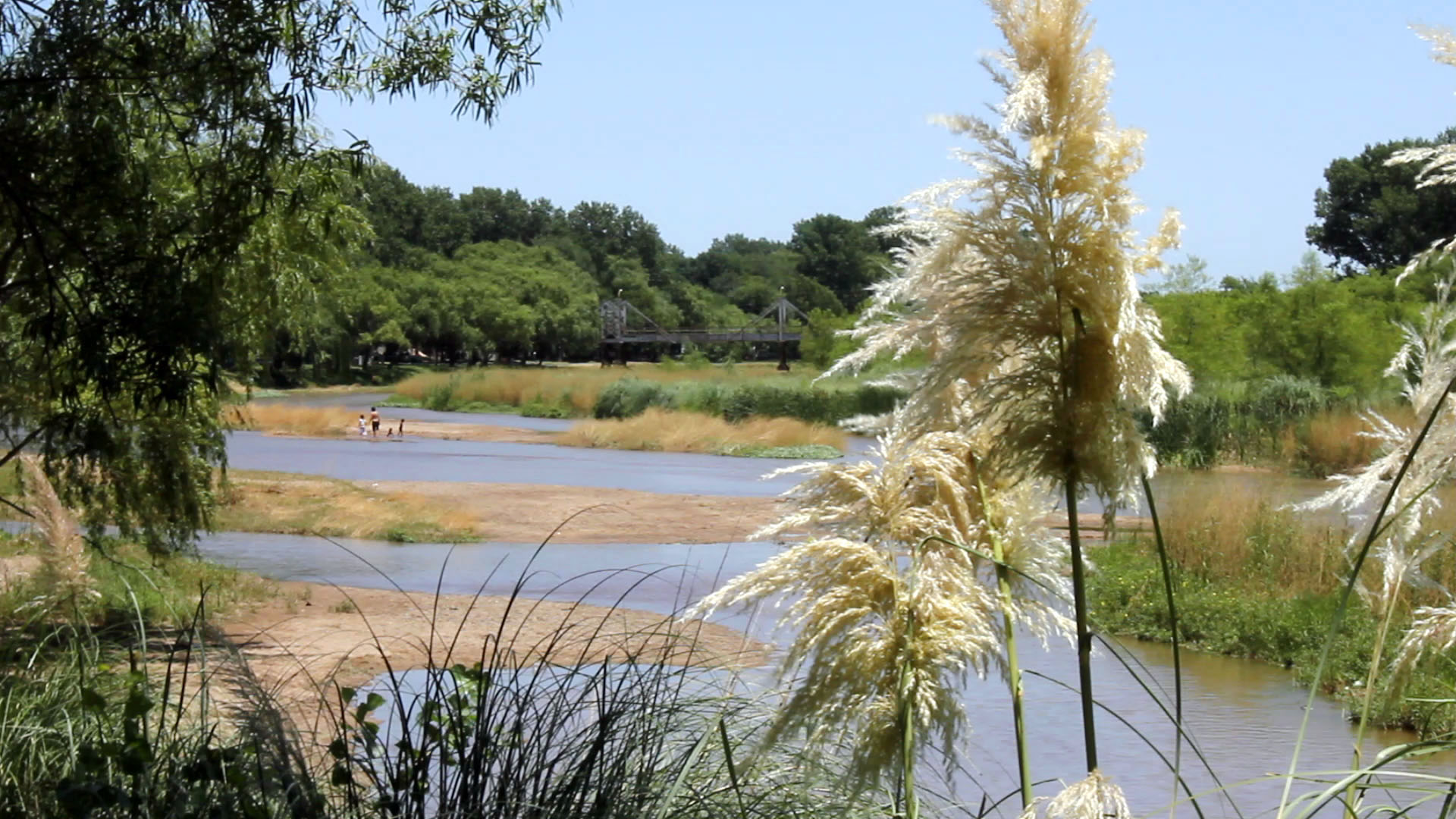
Márgenes del río Xanaes en Villa del Rosario

## Geografía
Villa del Rosario se ubica en la denominada zona semiárida, con períodos estivales húmedos e inviernos secos, temperaturas medias de 19 °C y una media de precipitaciones de 654 mm (las isohietas se trasladan unos 300 km en función de los Ciclos Húmedo (1870-1920; 1973-2020) o Seco (1920-1973).
Tiene suelos Haplustoles típicos de la zona.

### Hidrografía
La ciudad se erige en la margen sur del río Xanaes. Tiene una costanera de 3 km de bellos paisajes, arboledas, un camping con balneario y servicios para turistas. El río Xanaes ha determinado buena parte de la idiosincrasia y la historia de la ciudad. En el extremo Este de la costanera se encuentra el anfiteatro natural del Festival de Folclore en el Agua con el Escenario Enrique Manzotti enclavado sobre las aguas del río y el histórico paseo Paso de las Tropas.

### Población
Cuenta con 17,537 habitantes (Indec, 2022), lo que representa un incremento del 12.2% frente a los 15,394 habitantes (Indec, 2010) del censo anterior.
| Gráfica de evolución demográfica de Villa del Rosario entre 1980 y 2022 |
|                                                                         |
| Fuente de los Censos Nacionales del INDEC                               |

### Sismicidad
La sismicidad de la región de Córdoba es frecuente y de intensidad baja, y un silencio sísmico de terremotos medios a graves cada 30 años en áreas aleatorias. Sus últimas expresiones se produjeron:
- 22 de septiembre de 1908 (116 años), a las 17.00 UTC-3, con 6,5 Richter, escala de Mercalli VII; ubicación 31°33′0″S 63°32′0″O / -31.55000, -63.53333; profundidad: 100 km; produjo daños en Deán Funes, Cruz del Eje y Soto, provincia de Córdoba, y en el sur de las provincias de Santiago del Estero, La Rioja y Catamarca[2]

- 16 de enero de 1947 (78 años), a las 2.37 UTC-3, con una magnitud aproximadamente de 5,5 en la escala de Richter (terremoto de Córdoba de 1947)[1]

- 28 de marzo de 1955 (70 años), a las 6.20 UTC-3 con 6,9 Richter: además de la gravedad física del fenómeno se unió el desconocimiento absoluto de la población a estos eventos recurrentes (terremoto de Villa Giardino de 1955)
- 23 de noviembre de 1977 (47 años), a las 6.23 UTC-3 con 8 Richter: con epicentro en zona Caucete prov. San Juan - profundidad 13 km - intensidad IX en escala Mercalli -

- 7 de septiembre de 2004 (20 años), a las 8.53 UTC-3 con 4,1 Richter

- 25 de diciembre de 2009 (15 años), a las 21.42 UTC-3 con 4,0 Richter

## Toponimia
Villa del Rosario debe su nombre a la Virgen del Rosario, patrona de la ciudad. Sin embargo la ciudad ha sufrido una mutación toponómica a lo largo de los siglos.
Originariamente existía un asentamiento de autóctonos Sanavirones que denominaban al paraje Nabosacat. Los primeros europeos que se radicaron en el lugar cerca del año 1560 llamaron a la aldea: Los Ranchos o Villa de los Ranchos, también conocida como San José de los Ranchos probablemente en honor a San José Obrero, santo venerado por los primeros migrantes españoles y a quien se erigió la primera Capilla Histórica de San José Obrero. Con su fundación oficial adopta el nombre de Villa Real del Rosario, el cual se acortará con el uso a Villa del Rosario.

## Historia

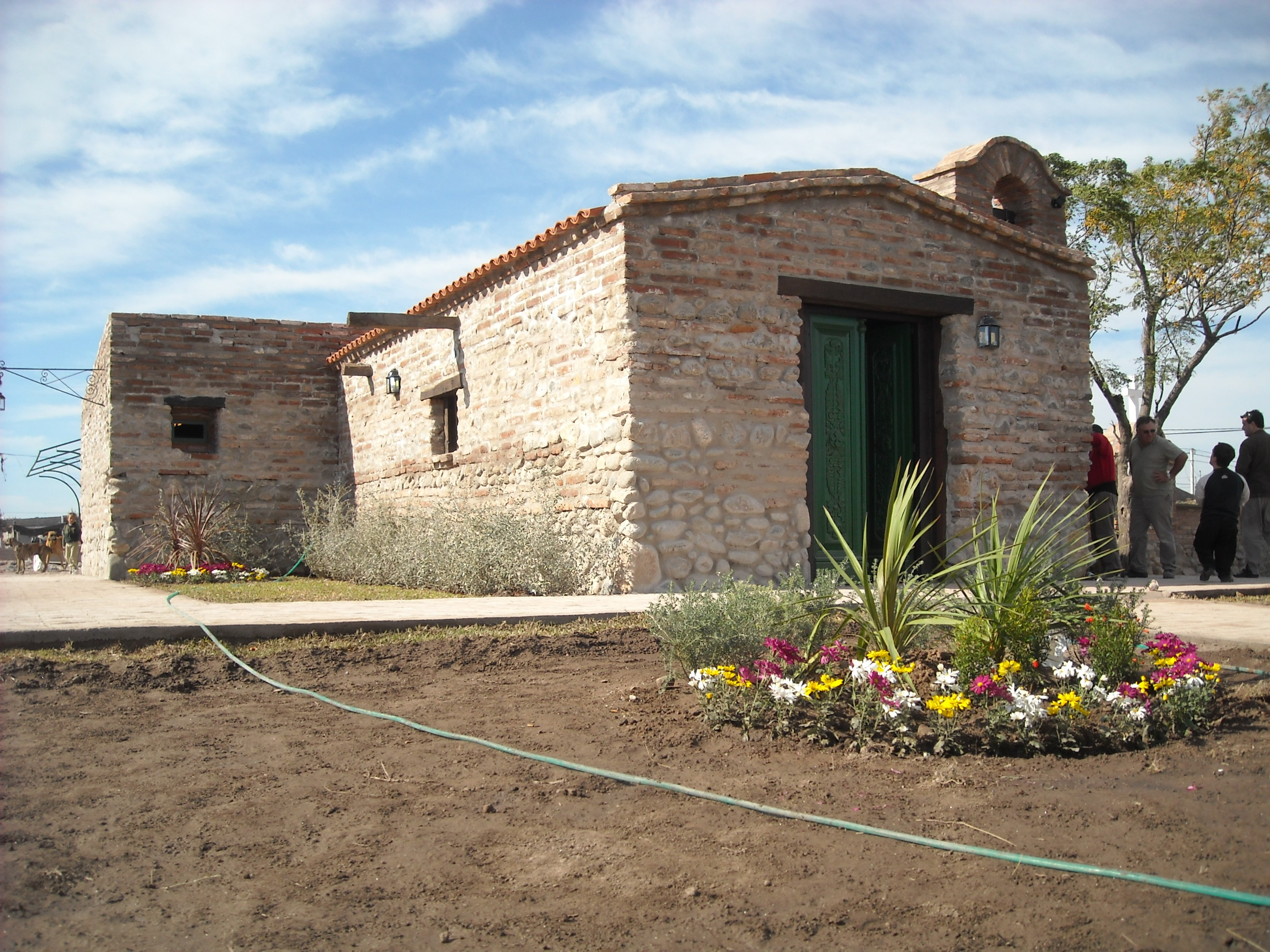
Capilla de San José Obrero que habría originado uno de los nombres históricos.

Villa del Rosario fue fundada oficialmente por el Gobernador Intendente de Córdoba del Tucumán Don Rafael Marqués de Sobremonte el 27 de enero de 1795 y recibió el nombre de Villa Real del Rosario. Anterior a esta Villa, fue la población de Los Ranchos (nombre popular), también conocida como San José de los Ranchos, desde aquella radicación de españoles en la región hacia mediados del siglo XVI.

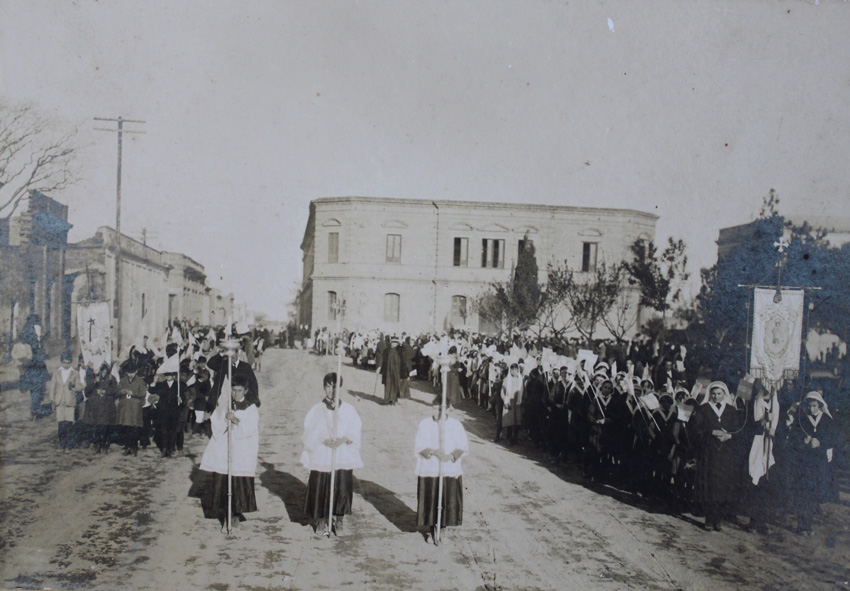
Procesión por calle Sarmiento a inicios del Siglo XX

El pueblo fue asentamiento de naturales Sanavirones, habitantes autóctonos, en las márgenes del río Xanaes.
Villa del Rosario, durante siglos estuvo emplazada a la vera del Camino Real (que unía el puerto de Buenos Aires con el Alto Perú). Su jerarquía tradicional la convirtió en un lugar de paso histórico y pero también de permanencia a las bondades que reunía su paisaje, su entorno, su estructura edilicia (importante en el siglo XVII) y por la riqueza de sus campos y quintas fertilizadas por la corriente del río.
Por su ubicación fue protagonista de hechos relevantes en la Historia Argentina. El nombre del General Dr. Manuel Belgrano está ligado al de Villa del Rosario en una breve etapa de su vida. En su regreso del Alto Perú con el Ejército del Norte el General Belgrano acampó en la Villa en el sector que hoy se denomina Paso de las Tropas.
Desde 1704 la ciudad fue sede del extenso curato del Río Segundo, que abarcaba los actuales departamentos de Río Primero, San Justo, Río Segundo, parte Norte del Tercero Arriba y parte del departamento Santa María.
Su historia religiosa es muy profunda en la vida de la provincia cordobesa, puesto que de Villa del Rosario nacieron ilustres prelados, fundadores de órdenes religiosas, párrocos, religiosas educadoras, sacerdotes predicadores de distintas órdenes, lo que le significó ser reconocida como Villa Levítica. La personalidad más reconocida de la ciudad en este aspecto fue el Obispo Lindor Ferreyra.

En este enlace se puede ver el videoclip producido por el gobierno municipal en ocasión de la celebración del 217 aniversario de la fundación de la ciudad: 

## Museo Histórico Municipal

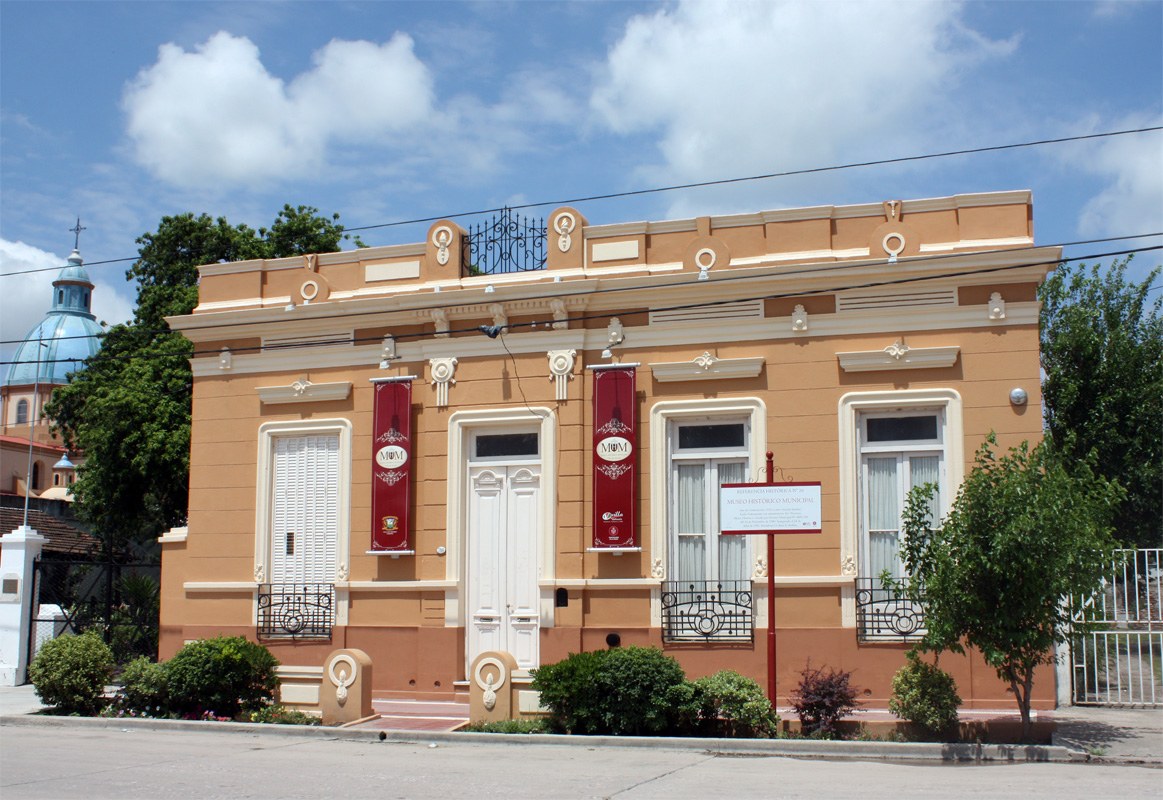
Museo Histórico Municipal

Posee un completo Archivo Histórico y Administrativo.
En el Patio Mayor se encuentra el "Jirón Gaucho", un viejo rancho reconstruido en 1952 con los restos de uno de la época de "Villa de los Ranchos".
Ocasionalmente se realizan eventos relacionados al Arte y Cultura Popular.
El museo refleja el pasado y el crecimiento de Villa del Rosario y su gravitación en la provincia. Es una archivo histórico y administrativo que funciona en la antigua casa construida a principios del siglo XX (1909 - 1910), propiedad del Dr David B. Ferreyra, apodado cariñosamente Bicho.

Se recuerda al patrón de casa como una persona amigable, anfitriona de músicos y amante del folclore. Por ello pasaron por allí celebridades como Atahualpa Yupanqui, Los Fronterizos, Los Chalchaleros, Los Quilla Huasi (quienes dedicaron una zamba a la señora esposa del Bicho), Jorge Cafrune, entre otros notables músicos nacionales. 

La casa-museo consta de distintas habitaciones, en las cuales se encuentran las diversas secciones que forman al Museo: Historia, Arqueología, Ciencias Naturales, Mobiliario, Arte religioso, Utensilios, Armas, Herramientas, Fotografía. 

La vivienda cuenta con un pasillo de ingreso que lleva al Hall Central. Desde allí se accede al Patio Principal, al que desembocan y ventilan las distintas habitaciones.
A un costado de la vivienda, está el Patio Mayor o Parque en el cual se encuentra el "Jirón Gaucho", un viejo rancho construido en 1952. El motivo de la construcción del mismo fue a raíz de que al "Bicho" le comentaron que un rancho de la época de "Villa de los Ranchos" se estaba por demoler. Con esta noticia se comenzó la reconstrucción del viejo rancho en el patio de la casa.
La inauguración contó con la presencia de distintos conjuntos folclóricos, uno de los cuales traía de regalo un ombú que fue plantado el 18 de octubre de 1952, el mismo día de la inauguración del rancho. El Dr. Víctor Luque donó un algarrobo, que fue plantado al día siguiente, muy cercano al ombú.
En el año 2011 se concluyen las labores del nuevo edificio de la Biblioteca pública instalado en la parte posterior del Museo y se abre un corredor que une el frente del edificio histórico con una de las arterias laterales. Todo este complejo arquitectónico viene denominado Paseo Contador Juan Alberto Audicio.

### Paseo Audicio y Biblioteca Pública

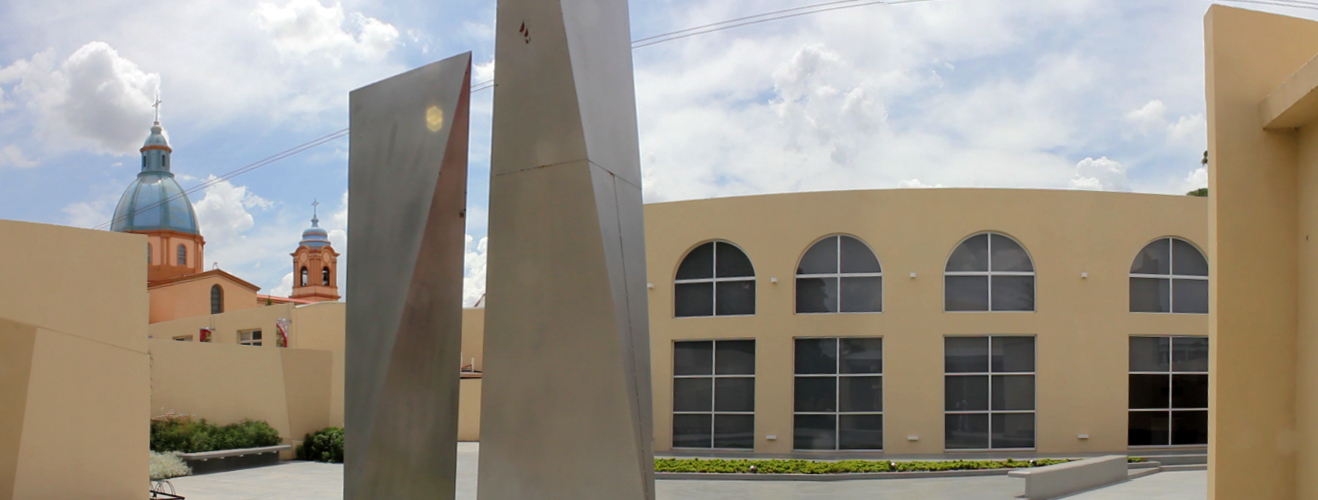
Panorámica frontal del edificio de la Biblioteca Municipal en el Paseo Contador Audicio

En el año 2011 se inaugura el nuevo espacio edilicio que alberga a la Biblioteca Comunal y al Concejo Deliberante de la ciudad. Este viene intitulado a la memoria de un ex intendente de la localidad, el Contador Juan Alberto Audicio. Se sitúa en dependencias posteriores del museo Histórico Municipal y cuenta además con un espacio abierto para la presentación de manifestaciones culturales munido de un escenario al aire libre.
La modernidad arquitectónica del Paseo contrasta de modo elegante con sus vecinos edilicios históricos que lo encornisan (la Basílica Menor de Nuestra Señora del Rosario y el Museo) conformando un espacio agradable de transitar. De hecho con sus 1400 metros cuadrados une a través del corazón del manzano las calles San Martín, ingresando por el Museo, y Obispo Ferreyra desembocando en la obra escultórica Epopeya de la Villa construida en uno de los costados de la Basílica y conformando de este modo un recorrido pedestre orgullosamente apreciado por los habitantes de la localidad.
El edificio principal es de dos plantas, en la inferior se encuentra la Biblioteca Municipal Jesús Álvarez Luque con sus instalaciones multimedia y en la planta superior funciona el Concejo Deliberante Comunal que hasta entonces había deambulado por los salones del Palacio Municipal, del Museo o terceras dependencias.
Las aberturas de la planta superior están diseñadas de un modo estético que no solo permite el ingreso de luz sino además apreciar desde distintas perspectivas las cúpulas y campanarios de la Basílica.

En el mismo se encuentra el edificio donde funciona el concejo deliberante, en la planta superior, y en su planta baja funciona la biblioteca municipal, que es el centro donde se encuentra el punto digital, donde podemos realizar trámites, pedir turnos vía web.

## Paso de las Tropas

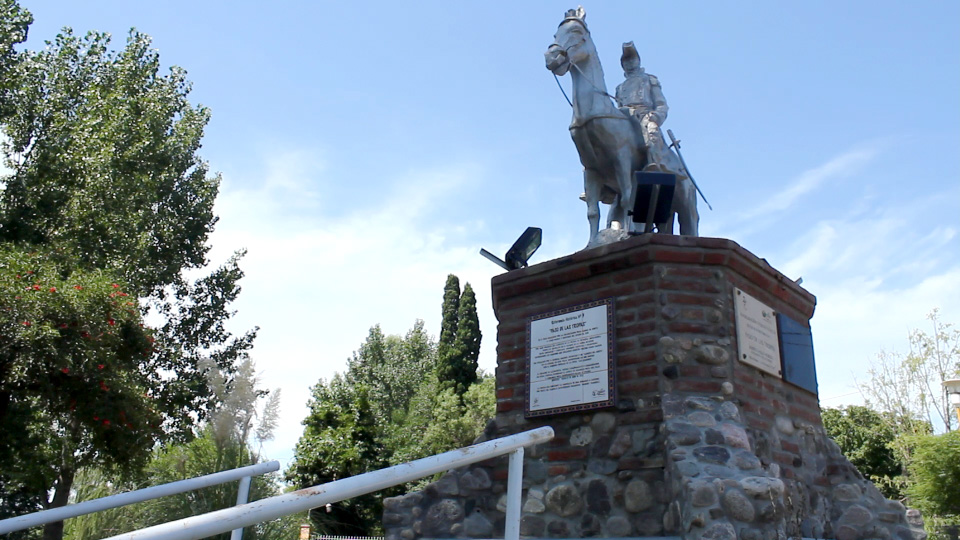
Monumento al General Manuel Belgrano en el Paso de las Tropas

Se denomina Paso de las Tropas al lugar ubicado en el extremo este de la calle Ángel Mastri (costanera) de Villa del Rosario, donde radicara el campamento de su ejército el General Manuel Belgrano.
Belgrano llegó a Villa del Rosario a fines de febrero de 1819 estableciendo su cuartel en las márgenes del Río Segundo o Xanaes. Su finalidad era contener las amenazas de las fuerzas santafesinas de los caudillos Estanislao López y Francisco Ramírez. Ya en las cartas que Belgrano escribe a las autoridades titula al paraje sea como Villa del Rosario que como Villa de los Ranchos. La estadía de las tropas de Belgrano en el paso junto al Xanaes duró 22 días durante los cuales la villa cobró protagonismo. En el lugar se concentró la ayuda de vituallas que desde diversos puntos arribaban a las huestes de Belgrano.
En 2009 las autoridades locales restauran el lugar en forma de paseo turístico y para la memoria. Se reconstruye el antiguo monolito recordatorio y se agregan dos monumentos históricos, uno en homenaje a Manuel Belgrano y el otro, una obra escultórica, dedicado a la memoria de los villarosarienses que se sumaron a la causa de la lucha gaucha con las Tropas del famoso general. Además se instalaron juegos infantiles y servicios para los turistas que decidan pasar la jornada a la vera del Xanaes.

## Actividad económica

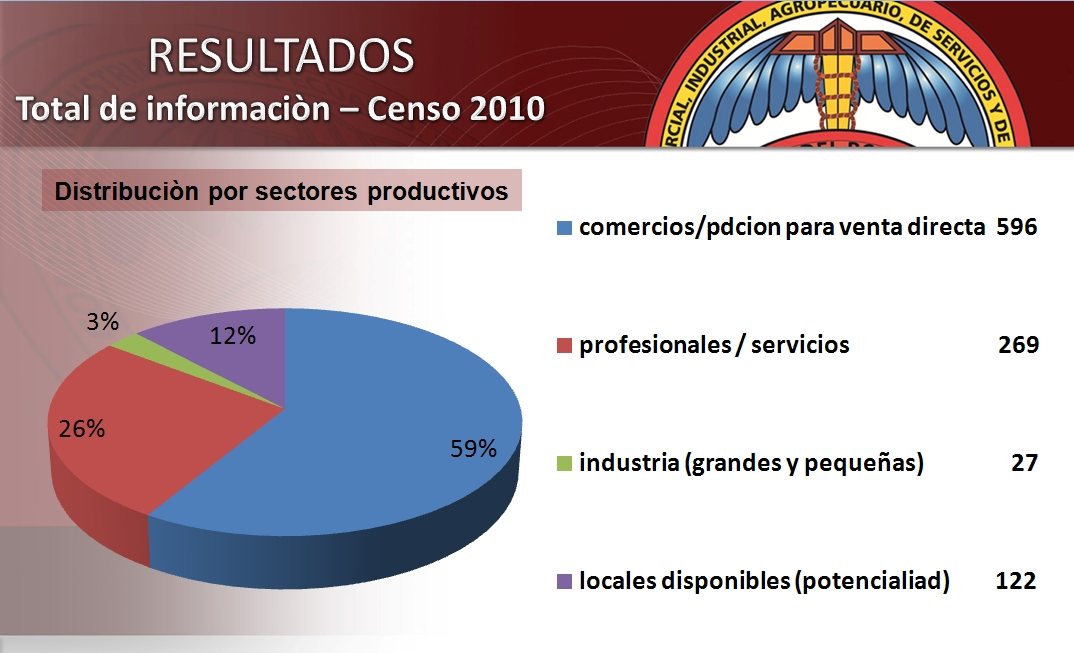
Distribución dela actividades productivas por número de emprendimientos

Si bien la ciudad está inserta en la región de la Región pampeana argentina y por tanto la producción agropecuaria circundante genera la mayor actividad productiva zonal, dentro de los límites del ejido urbano la actividad más destacada es la comercial.

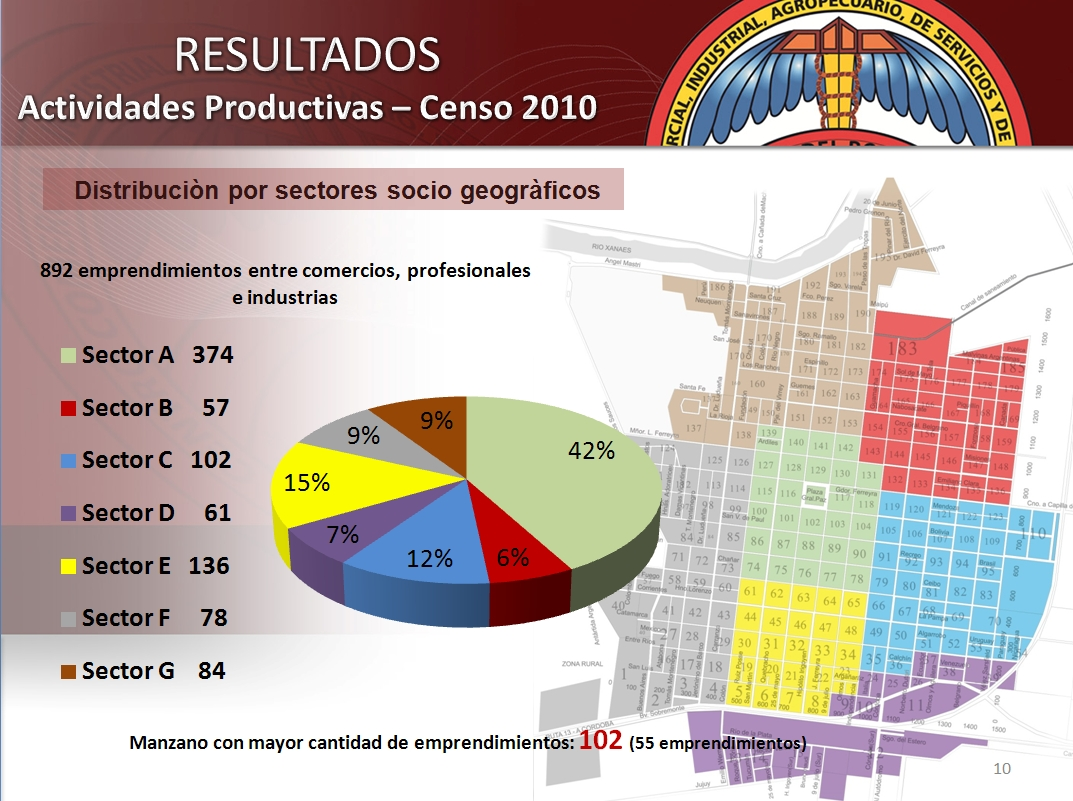
Distribución geográfica de las actividades productivas

Según el ‘’Relevamiento Censal 2010 de actividades productivas’’ de Villa del Rosario elaborado por el Centro Comercial, Industrial, Agropecuario, de Servicios y de la Propiedad de la ciudad, la actividad comercial alcanza el 59% de la actividad productiva total con 596 comercios (en diciembre del 2010) emplazados principalmente en la zona central de la ciudad.

Existe un 26% de profesionales o prestadores de servicios y una infraestructura ociosa (salones disponibles, potencialidad de crecimiento inmediato) del 12%.

No obstante la industria ocupa sólo el 3% del número total de emprendimientos es uno de los rubros más dinámicos en cuanto a generación de empleo. Este hecho se debe a la existencia de grandes industrias con presencia en el mercado nacional e internacional principalmente relacionadas con la madera: fábricas de sofá (como Color Living), muebles(LM Amoblamientos, Patria Muebles), somieres y colchones (Deseo), etc. También ejercen una fuerte influencia las industrias vitivinícolas (Bodegas Familia Lucchesi) y aquellas relacionadas con la elaboración de materias primas agropecuarias (molinos harineros, acopiadoras de cereales, etc.)

Las autoridades del Centro Comercial de Villa del Rosario trabajan activamente para la organización, protección y sustento de las actividades productivas de la ciudad, principalmente después que en la década del 1970 la economía local sufriese un fuerte revés con el cierre de las dos grandes industrias que polarizaban la generación de empleo: Bodegas Lucchesi y Molino harinero Villa del Rosario. 

Desde la mitad de la primera década del siglo XXI en Villa del Rosario la actividad económica en general y la industrial en particular parecen haber dejado atrás los peores momentos y presentan índices estables de crecimiento.

## Hermanamiento con la ciudad deStrambino,Italia

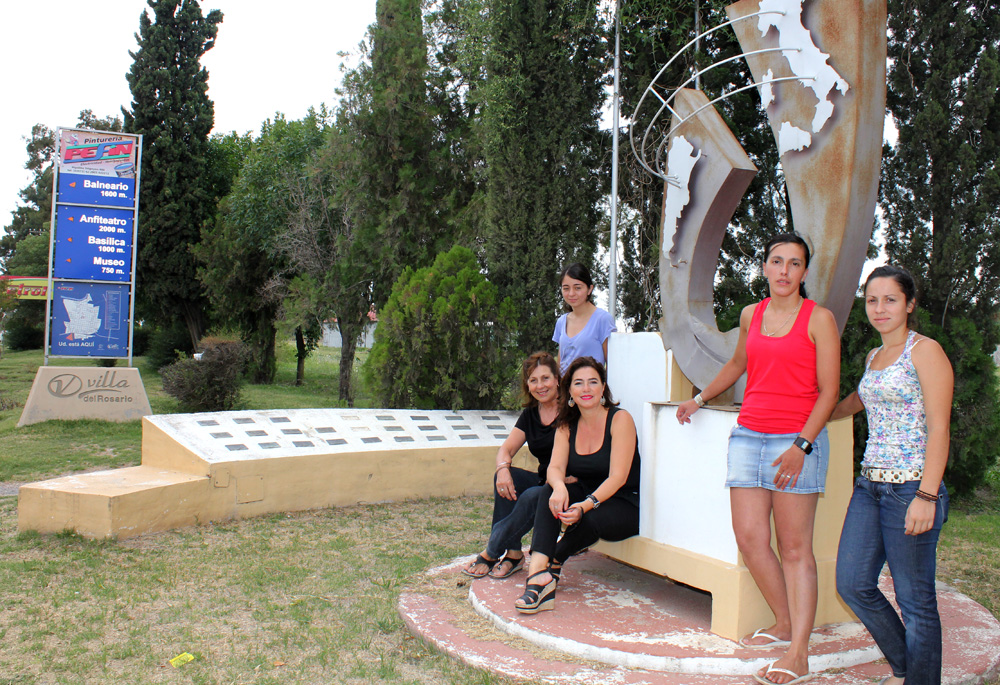
Delegación de intercambio 2012 y Directora de la escuela Da Vinci junto al monumento del Hermanamiento

Si bien los orígenes étnicos pos colombinos de la ciudad de Villa del Rosario están identificados con los primeros inmigrantes andaluces llegados a mediados del siglo XVII, el crecimiento demográfico vertiginoso de la ciudad se dio con los flujos inmigratorios de fines del siglo XIX y principios del XX los cuales estuvieron integrados mayoritariamente por extranjeros de origen italiano.
El porcentaje de descendientes de inmigrantes italianos en Villa del Rosario es elevado y determina, igual que en tantas otras ciudades argentinas, parte de la idiosincrasia de sus habitantes. 

A fines de la década de 1990, la Casa Culturale e Scuola di Lingua Italiana Leonardo da Vinci de Villa del Rosario dirigida por la profesora Gabriela Varetto, comenzó a realizar preparativos para establecer vínculos con Italia y así se comenzó a dar forma a un hermanamiento entre Villa del Rosario y una ciudad italiana.
Con Ordenanza N° 564 – A – 00 de fecha 16 de mayo de 2000 se autorizó al Departamento Ejecutivo Municipal a realizar las acciones necesarias para llevar a cabo un Hermanamiento entre la Ciudad de Strambino (Torino – Italia) y Villa del Rosario. De este modo comienzan a establecerse lazos de amistad, culturales y sociales entre ambas localidades.
El hermanamiento se concreta oficialmente el 15 de noviembre de 2001 con el acto inaugural del Monumento al Hermanamiento. Dicho monumento se encuentra en la intersección de las avenidas San Martín y Sobremonte (Ruta 13) y en él se colocaron placas recordatorias a la memoria de algunos de los numerosos inmigrantes italianos que dejaron su suelo natal y se radicaron en Villa del Rosario.
En la inauguración estuvieron presentes autoridades municipales de ambas comunas, el asesor comunal de Strambino, Profesor Gian Vittorio Icardi y el gobierno provincial representado por el Doctor Luis Marcelo Nazar.

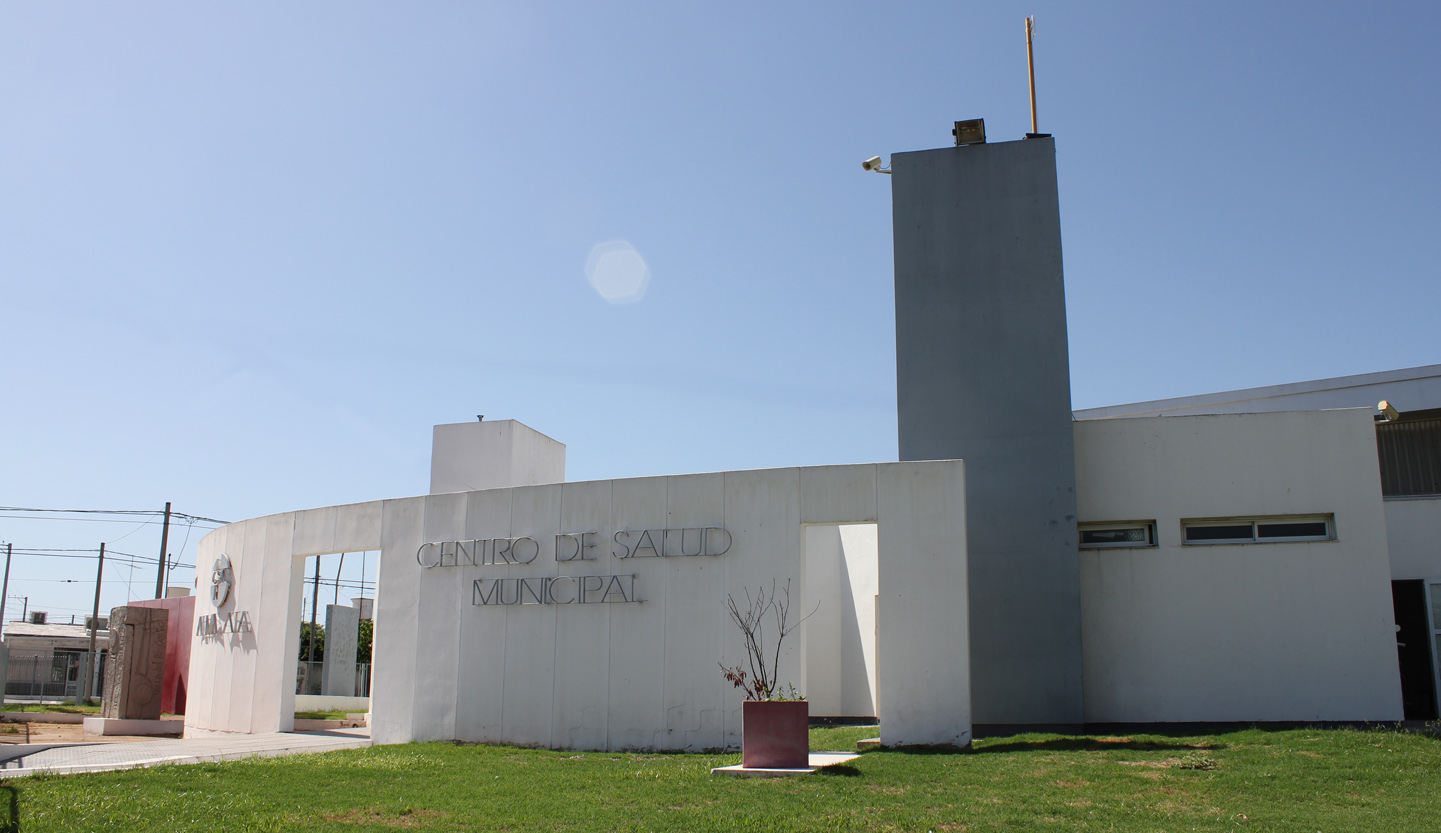
Edificio del dispensario Alma Ata construido con la ayuda de la ciudad de Strambino

Para reforzar los lazos culturales y de amistad, en los años 2011 y 2006 se realizaron intercambios de delegaciones que hospedaron en casas de familia de sus respectivos ‘’hermanos transoceánicos’’.

Con los esfuerzos económicos aportados por los habitantes de Strambino en los años siguientes se ayudó a construir en Villa del Rosario el Dispensario de Salud ‘’Alma Ata’’ (centro médico asistencial público descentralizado) ubicado en el barrio 27 de Enero, en el sector norte (uno de los sectores más humildes de la ciudad).
Los intendentes en el gobierno en el momento del hermanamiento eran Manuel Rivalta por Villa del Rosario y Matteo Garetto por parte de los itálicos.
Desde 2010 la Casa Culturale Leonardo da Vinci lleva a cabo intercambios periódicos de estudiantes con la ciudad de Strambino a los fines de incrementar los conocimientos lingüísticos de sus alumnos.

### La elección de la ciudad
La elección de la ciudad de Strambino como gemela de Villa del Rosario no fue casualidad.
Inicialmente lo respalda la fuerte presencia y organización en Villa del Rosario de descendientes de inmigrantes italianos de origen piamontés ([Piemonte]). (ver presencia piemontesa en Villa del Rosario)
A fortalecer la opción específica por la localidad de Strambino se encuentra la presencia de dos núcleos familiares radicados por más de tres generaciones en Villa del Rosario con origen en la ciudad piemontesa. Entre el 1850 y el 1900, llegaron de Strambino las familias FESSIA Y CURBIS. En Villa del Rosario existen muchos descendientes de Fessia, mientras que la voillarosariense Leontina Curbis Bertotti de Gasparotto, es hija de uno de los primeros inmigrantes llegados al lugar.

### La presencia piamontesa en Villa del Rosario

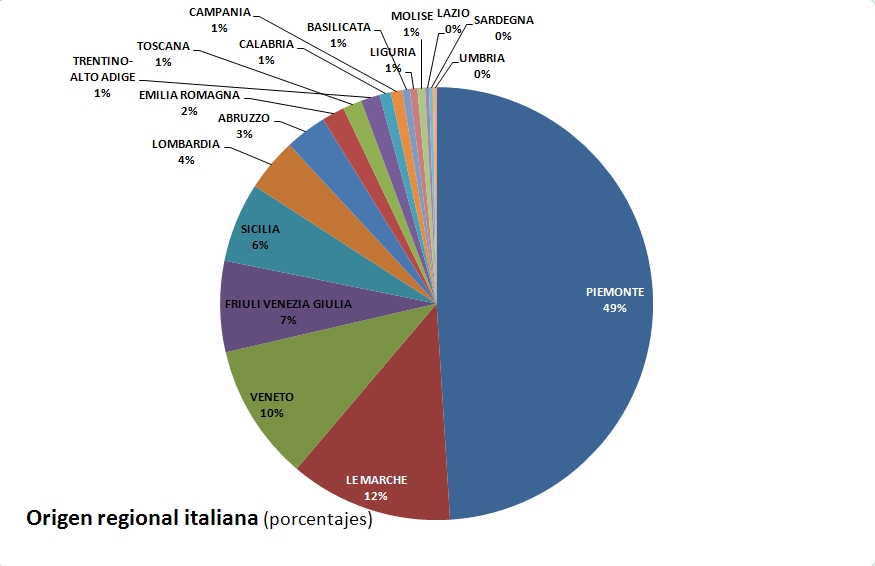
Origen regional de los descendientes de italianos en la zona

La fuerte presencia de descendientes de piamonteses en la región se concreta en números en un estudio demográfico realizado por Rodrigo Mariani y presentado en la Summer Accademy 2010 sobre Emigración Italiana en Torino (Italia) en julio de ese año.

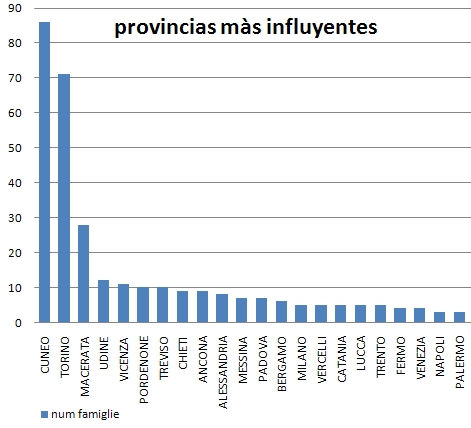
Principales provincias italianas que aportaron a la inmigración en la zona de Villa del Rosario

Utilizando como base de datos los registros de la Casa Culturale Leonardo Da Vinci se censa un campeón de 353 familias de origen italiano en la zona comprendida entre las localidades de Villa del Rosario, Luque y Colazo y sus ciudades aledañas. Se analiza la ciudad de procedencia de sus ancestros y se deduce que la densidad demográfica de piemonteses (dentro del grupo de descendientes de origen italiano) en la zona es de cerca el 49%, seguida por un 12% de marchigianos, muy significativo si se considera el número menor de pobladores de la región Le Marche (Marcas) con respecto al Piemonte (Piamonte) en las épocas migratorias.

Las provincias italianas que más aportaron al crecimiento demográfico de Villa del Rosario y entorno fueron Cuneo, Torino (ambas piamontesas) y Macerata (Le Marche).
Fuentes consultadas: 

- Inmigración marchigiana en el centro de la Provincia de Córdoba (informe) R. Mariani. Turín, Italia 2010

http://www.ambraideas4.com/blog-migrazione.html

## Espacios públicos
A partir de la primera década del 2000 se trabaja intensamente en la recuperación de espacios públicos abiertos sumándole a plazas y paseos un aporte estético artístico. Entre 2004 y 2012 se rescatan y reacondicionan 7 espacios públicos que se destinan al esparcimiento de la comunidad.

### Mural Epopeya de la Villa

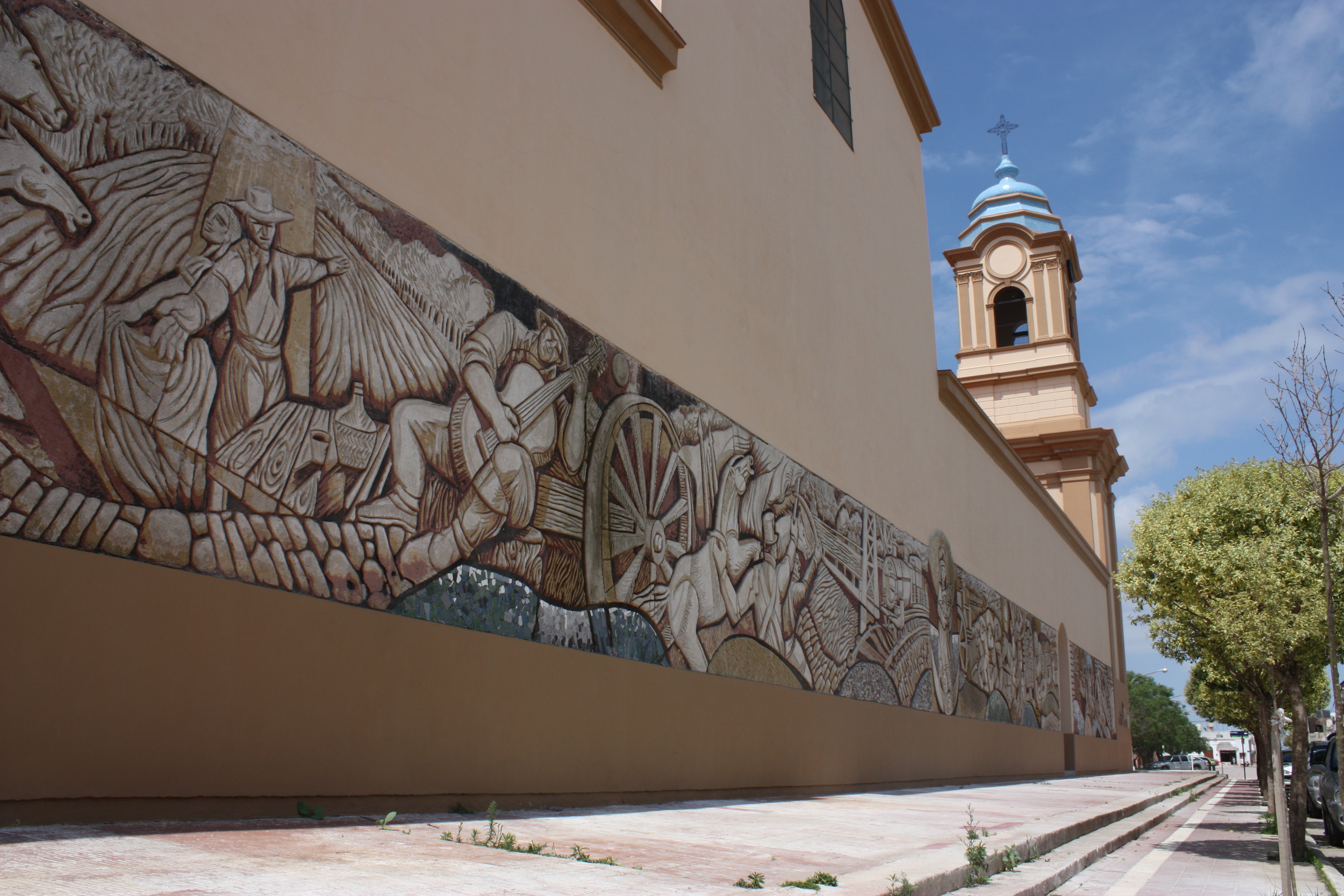
Mural Epopeya de la Villa en el exterior sur de la Basílica Nuestra Señora del Rosario

En el año 2004, en un viaje a la provincia de Corrientes, autoridades del Museo Histórico Municipal entran en contacto con artistas plásticos que realizan murales con la técnica del Esgrafiado. Por invitación de las autoridades el escultor José Kura, acompañado de su asistente la arquitecta Daniela Almeida viajan a la ciudad de Villa del Rosario para dictar un curso de experiencias muralísticas a los artistas locales y de pueblos vecinos. El taller se dicta en las instalaciones del Museo y producto de esta experiencia nace la primera parte del Mural “Epopeya de la Villa” que ocupa la segunda mitad de la pared sur exterior de la Basílica Nuestra Señora del Rosario. 
Con el consentimiento del entonces párroco Julio Peralta se realiza el mural que alegoriza el derrumbe de la cúpula durante los trabajos de construcción de la basílica donde murieron 4 obreros y el arquitecto Pellerin, autor del proyecto de esta iglesia. El mural se ejecuta bajo la dirección de Jose Kura y la arquitecta Almeida con la participación de los artistas plásticos locales asistentes al taller. 
El emprendimiento coordinado por Martha Romagnoli causa tan buena impresión en los ciudadanos que los gobernantes municipales deciden autorizar la continuación hacia la primera mitad del muro restante y completar la obra que ocupa hoy media cuadra de largo.

El mural ‘’Epopeya de la Villa’’ es una larga diapositiva de la historia de Villa del Rosario. De izquierda a derecha muestra sus orígenes en el poblado de Ranchos (Ver toponimia, Villa de los Ranchos) los antepasados criollos que se mezclan con las raíces autóctonas, las luchas internas tras la independencia argentina, la llegada del tren y los inmigrantes mayoritariamente italianos (ver Presencia piemontesa en Villa del Rosario) la devoción por la virgen y la construcción de la basílica con el trágico incidente del derrumbe de la cúpula.
"Epopeya de Villa", se lo puede observar en su totalidad en este fotomontaje realizado por la productora local Ambra Comunicación [2] (enlace roto disponible en Internet Archive; véase el historial, la primera versión y la última)..

## Mapa de la ciudad

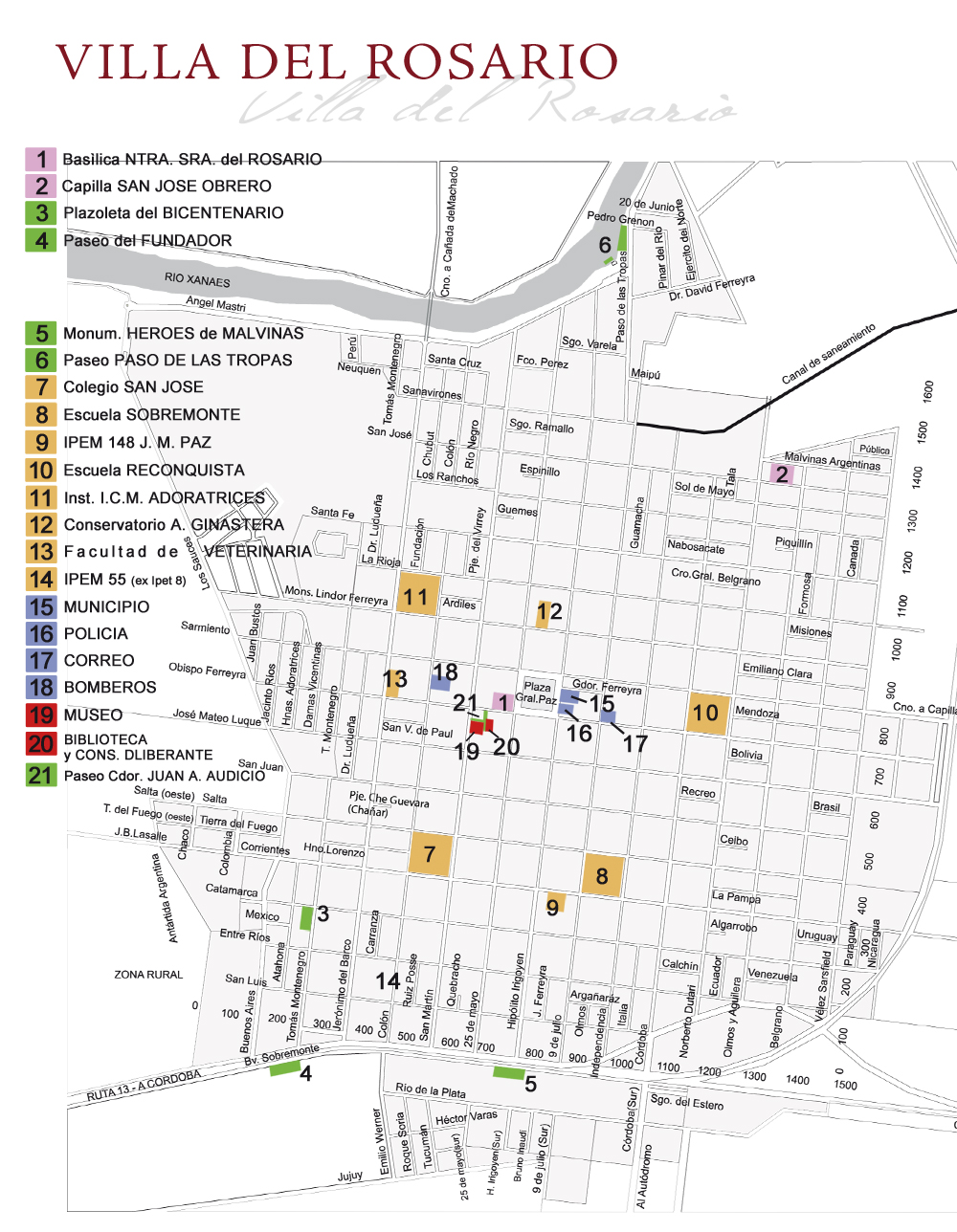

Incluye nomenclatura de las calles con numeración y la ubicación de las principales instituciones administrativas, escolares y espacios públicos abiertos. 

## Barrios y sectores de la ciudad
En 2014 la inmobiliaria de la ciudad, Cabral Albert Operaciones Inmobiliarias, con aportes del registro de la Municipalidad encarga al Licenciado en Comunicación Social Rodrigo Mariani la catalogación de los barrios y sectores de la ciudad.
El proyecto tenía la intención de facilitar la operación de catalogación y ubicación de inmuebles. Se decide de este modo oficializar la nomenclatura de los barrios. La mayoría de estos nombres ya eran de uso popular pero nunca se habían establecido límites concretos y varias zonas de la ciudad quedaban hasta entonces sin definición.
Así se dividió la ciudad en ocho sectores geográficos y estos a su vez en 33 barrios o urbanizaciones.
Finalmente, como producto del certero trabajo de catalogación de los barrios realizado a través de este proyecto, la nomenclatura barrial de la inmobiliaria Cabral Albert se difundió entre pobladores e instituciones locales y terminó oficializándose debido a su uso común. 

### Diferencias entre sectores y barrios
Los sectores son divisiones mayores de la ciudad teniendo en cuenta principalmente características geográficas pero también urbanísticas. Cada sector abarca varios barrios con alguna característica en común.
Los barrios en cambio son divisiones menores en donde además de las características urbanísticas se tuvieron en cuenta para su determinación referencias históricas, sociales y hasta legales como registros municipales. 

### Cuáles fueron los criterios utilizados para la conformación de los barrios
A la hora de conformar los límites de cada barrio el factor principal tenido en cuenta fue la memoria histórica y social de los vecinos. Para la definición de un barrio además de cuestiones arquitectónicas, demográficas y socioeconómicas se tuvo en cuenta la identidad vecinal.

A diferencia de los Sectores, que se delimitan por calles, los barrios pueden dividir un manzano en dos en función de la idiosincrasia y el sentido de pertenencia de los vecinos de cada sector del manzano. También pueden dividir el manzano particularidades urbanísticas como el tendido primigenio de pavimento (el de las etapas 1 y 2 realizadas durante el siglo XX) que podían diferenciar cuadras de un mismo manzano en función de los servicios urbanos que en cada cuadra existiesen. 

Otras características como la potencialidad comercial o el carácter residencial o de servicios influyeron también en la asignación de cada cuadra o manzano a un barrio específico.

En cuanto a los nombres de los barrios se optó en la mayoría de los casos por aquellos que ya estuviesen siendo utilizados por los habitantes del lugar, sea que se encontrasen asentados en ordenanzas municipales como es el caso de los loteos o urbanizaciones (por ejemplo Teresa de Calcuta, Luis Carrara, etc), o bien hubiesen sido instaurados por el uso común de sus residentes o instituciones (como es el caso del barrio Las Liebres). En los casos donde no existía un nombre definido o de uso común se echó mano al valor histórico de las instituciones que hubiesen existido en el lugar y que pudieron haber servido de cohesión social para los vecinos o nombres que quedaron grabados en la memoria histórica de sus habitantes (por ejemplo Unión Sportiva o Estrella del Sur).

### Sectores geográficos y sus barrios

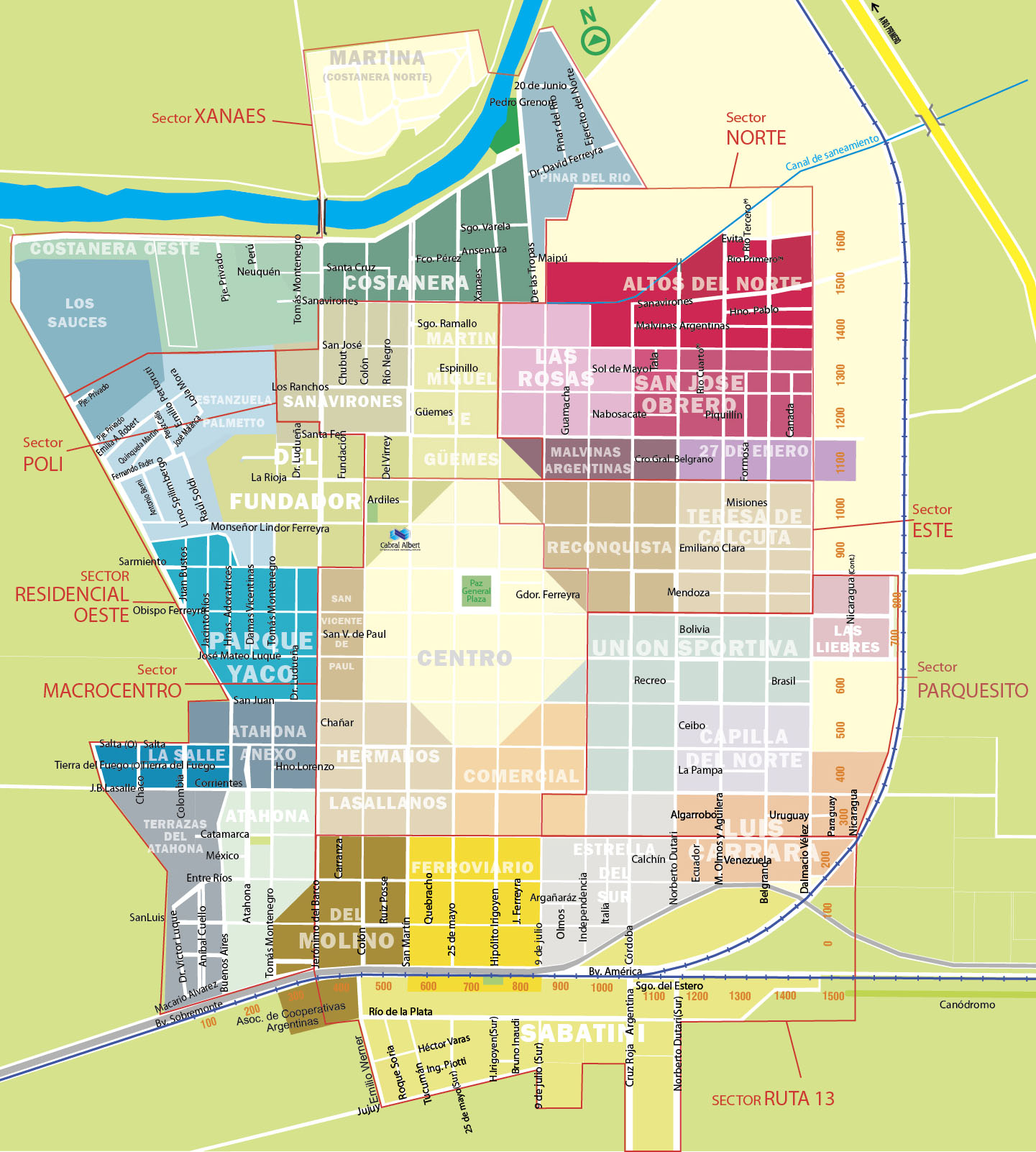

Sector Macrocentro. Conformado por los barrios Centro, San Vicente de Paul, Hermanos Lasallanos, Comercial, una pequeña parte de barrio del Fundador y medios manzanos de Unión Sportiva y Reconquista.
Sector Ruta 13: Barrios Ferroviario, Sabatini, casi totalidad de Estrella del Sur y Del Molino y mitad de Luis Carrara 
Sector Parquesito: Barrios Unión Sportiva (casi totalidad), Capilla del Norte, Las Liebres, parte de Estrella del Sur, mitad de Luis Carrara, un manzano de Comercial 
Sector Residencial Oeste: Lo conforman los barrios Atahona, Atahona Anexo, Terrazas del Atahona, Parque Yaco, Estanzuela-Palmetto, casi totalidad de Barrio del Fundador, parte de Barrio Del Molino. 
Sector Xanaes: Constituido por los barrios circundantes la costanera del Río Xanaes Costanera, Costanera Oeste, Los Sauces, Pinar del Río, La Martina (costanera norte) 
Sector Norte: Es el sector más densamente poblado conformado por los barrios La Rosas, San José Obrero, 27 de Enero, Altos del Norte, y casi totalidad de Malvinas Argentinas. 
Sector Poli: Barrios Sanavirones, Martin Miguel de Güemes, un manzano de del Fundador, medio manzano de Malvinas Argentinas.
Sector Este: Con los barrios Reconquista, Teresa de Calcutay medio manzano de Centro.

Fuente consultada y más información detallada sobre cada uno de los barrios en: 

- http://cabralalbert.com.ar/barrios.php Archivado el 16 de junio de 2015 en Wayback Machine.

## Personalidades
- Víctor Hugo Defagó, cirujano;
- Juan Carlos Fernández, maestro Pianista, arreglador y director de orquesta;
- Mario Gigena y Silvio Gigena, baloncestistas;
- Monseñor Lindor Ferreyra, sacerdote;
- Diego Manicero, futbolista;
- José Guillermo Mariani, sacerdote;
- Fabio "La Mole" Moli, boxeador;
- Hernán Peirone, futbolista;
- César Peralta, director de la banda municipal de la ciudad durante 25 años, Luthier, arreglador y compositor;
- Rodolfo Rivarola, poeta, escritor e historiador;
- Horacio Sueldo, político, fundador del Partido Demócrata Cristiano;
- Silvia Taborda Gómez, directora de cultura, Directora del Teatro Municipal, entre otros.

## Educación
Villa del Rosario, también llamada "La Villa Levítica" ha contado desde años inmemoriales con un excelente nivel y cantidad de establecimientos Educativos, los cuales son semi-privados y públicos. 
Semi-privados
El Colegio San José de La Salle, fue el primero de los colegios Lasallanos en instalarse en la Provincia de Córdoba, inclusive antes que en la misma capital Cordobesa.
Las Hermanas Adoratrices fundaron un colegio para las niñas y hoy siguen siendo referente en Educación tanto de nivel inicial, primario, secundario y terciario.
La Escuela Especial para niños con capacidades diferentes.
El Instituto Superior Villa del Rosario donde se dictan las carreras de nivel terciario de: Técnico Superior en Molienda de Cereales y Oleaginosas, Técnico Superior en Bromatología, Técnico Superior en Desarrollo de Software, Técnico Superior en Seguridad e Higiene en el Trabajo y Técnico Superior en Gestión y Administración de las Organizaciones.
Públicos
IPET 55 (Instituto Provincial de Educación Técnica), es unos de los establecimientos educativos más completos, ofreciendo especialidades tales como Electrónica, Electromecánica, Automotores, Carpintería e Industria de los Procesos siendo sus instalaciones una de las más equipadas tecnológicamente.
Al egreso de sus siete años de enseñanza técnica, siendo el último año netamente práctico, se otorga una patente profesional.
IPEM 148 (Instituto Provincial de Educación Media) es una escuela secundaria orientada al comercio, ofreciendo a sus alumnos una buena oferta educativa.
Escuelas primarias como Reconquista y Sobremonte de nivel inicial y primario. 
El Instituto Agrotécnico con diversas carreras terciarias que componen una oferta amplia y completa para los jóvenes.
La ciudad de Villa del Rosario cuenta con el Conservatorio Provincial de Música "Alberto Ginastera" que fue fundado en el año 1989. En sus aulas se dictan clases de guitarra, piano, violín y flauta traversa. Como profesores destacados que dictaron cátedra, cabe mencionar a Gustavo Báez (director de coros) y Jorge Pomponio (pianista e inspector de educación media). Actualmente es digno mencionar a las profesoras Cecilia Morsicato (piano) y Silvina Miretti (guitarra), reconocidas internacionalmente.
Gracias a un convenio realizado oportunamente por la Cooperativa de Servicios Públicos y Sociales (COOVILROS), el Municipio, el Centro Comercial, la fundación FINDeS y la Universidad Nacional de Villa María (UNVM), se dicta la carrera Medicina Veterinaria de la Universidad Nacional de Villa María en la calle Obispo Ferreyra 411. A esta oferta de la UNVM se sumarán varias carreras más ya que COOVILROS ha donado un predio de ocho hectáreas para la construcción del Campus Universitario.-